# مورچه آتشین وارداتی قرمز
مورچه آتشین وارداتی قرمز(نام علمی: Solenopsis invicta) نام یک گونه از سرده مورچه آتشین است. 
مورچه آتشین وارداتی قرمز گونه‌ای از مورچه بومی آمریکای جنوبی است. عضوی از جنس Solenopsis در زیرخانواده Myrmicinae، توسط حشره‌شناس سوئیسی به نام فلیکس سانتچی به عنوان گونه ای از S. saevissima در سال ۱۹۱۶ توصیف شد. نام خاص فعلی آن اینویکتا است. 
در سال ۱۹۷۲ به عنوان یک گونه جداگانه مورچه یعنی همان مورچه آتشین آمریکای جنوبی شناخته می‌شد. با این حال، نوع و گونه آن همان مورچه معمولی بود و این نام به دلیل استفاده گسترده از آن حفظ شد. اگرچه این مورچه قرمز وارداتی آمریکای جنوبی است، اما به‌طور تصادفی در استرالیا، نیوزلند، چندین کشور آسیایی و کارائیب و ایالات متحده یافت شده‌است. مورچه آتشی وارداتی قرمز چندین شکل دارد، زیرا کارگران در اشکال و اندازه‌های مختلف ظاهر می‌شوند. گفته شده رنگ مورچه قرمز آتشین ماده تا حدودی مایل به زرد با ته رنگ قهوه‌ای یا سیاه است، اما نرها کاملاً سیاه هستند. 
مورچه‌های آتشین وارداتی قرمز غالباً در مناطق متنوعی زندگی می‌کنند و در زیستگاه‌هایی با هر نوع شرایطی قادر به زندگی هستند. آنها را می‌توان در جنگل‌های بارانی، مناطق طوفانی و ناپایدار، بیابان‌ها، علفزارها، کنار جاده‌ها و ساختمان‌ها و در تجهیزات الکتریکی یافت. لانه‌های گروهی آنها تپه‌های بزرگی را تشکیل می‌دهند که از خاک سفت و غیرقابل ورودی برای اجسام یا جانوران بزرگ‌تر اما قابل مشاهده ساخته شده‌اند، زیرا تونل‌های جستجوی علوفه ساخته می‌شوند و مورچه‌های کارگر دورتر از لانه‌های اصلی بیرون می‌آیند.
این مورچه‌ها رفتارهای متنوع و البته جالبی از خود نشان می‌دهند، مانند ساخت قایق زمانی که احساس می‌کنند سطح آب در حال افزایش است. آنها همچنین رفتار نکروفوریک (مُرده خواهی) از خود نشان می‌دهند، جایی که هم لانه‌ها هم ضایعات توأم با مورچه‌های مُرده را روی توده‌های زباله بیرون از لانه دور می‌اندازند. جست‌وجوی علوفه در روزهای گرم و داغ انجام می‌شود، اگرچه ممکن است شب‌ها بیرون بمانند. کارگران با یک سری مواد شیمیایی و فرومون «مواد اغلب مایعی که ترشح می‌کنند و از راه دور به حشرات دیگر حتی زنبورها آسیب می‌رسانند» به مدت کوتاهی تولید می‌کنند. آن‌ها همه چیزخوار هستند و پستانداران مرده، بندپایان، حشرات، دانه‌ها و مواد شیرینی مانند عسلک از حشرات نیمه‌پهلو که با آن‌ها رابطه برقرار کرده‌اند، می‌خورند. 
شکارچیان عبارتند از عنکبوتیان، پرندگان، و بسیاری از حشرات از مورچه‌های دیگر، سنجاقک‌ها، موش‌ها و سوسک‌ها. مورچه میزبان انگل‌ها و تعدادی از پاتوژن‌ها، نماتدها و ویروس‌ها است که به عنوان عوامل بالقوه کنترل بیولوژیکی در نظر گرفته شده‌اند. 
پرواز عروسی در فصل‌های گرم اتفاق می‌افتد و آلات جنسی معمولاً تا ۳۰ دقیقه جفت شوند. شروع قلمروی زندگی بخت! می‌تواند توسط یک ملکه یا گروهی از ملکه‌ها انجام شود که بعداً با ظهور اولین کارگران برای تسلط به رقابت می‌پردازند. کارگران می‌توانند چندین ماه زندگی کنند، اما روشن است که ملکه‌ها می‌توانند تا سال‌های متمادی زندگی کنند. تعداد کلنی‌ها می‌تواند از ۱۰۰ هزار تا ۲۵۰ هزار مورچه متغیر باشد. دو شکل جامعه در مورچه‌های آتشین وارداتی قرمز وجود دارد: کلنی‌های چندجنس (لانه‌هایی با چندین ملکه) و کلنی‌های تک‌جنسی (لانه‌هایی با یک ملکه). زهر نقش مهمی در زندگی مورچه‌ها ایفا می‌کند، زیرا از آن برای گرفتن طعمه یا برای دفاع استفاده می‌شود. 
حدود ۹۵ درصد زهر شامل آلکالوئیدهای پیپریدین نامحلول در آب است که به نام سولنوپسین شناخته می‌شوند و بقیه شامل مخلوطی از پروتیین‌های سَمی است که می‌تواند در انسان‌های حساس هم بسیار قوی باشد. دقیقاً به همین علت نام مورچه آتشین از احساس سوزش ناشی از نیش سمی آنها گرفته شده‌است. البته شخص فقط دچار درد و سوزش بسیار زیادی در ناحیه گزیدگی می‌شود گرچه احتمال مرگ هم در حد متوسط است. سالانه بیش از ۱۴ میلیون نفر در ایالات متحده آمریکا توسط مورچه آتشین قرمز نیش زده می‌شوند، از آن جایی که انتظار می‌رود بسیاری از آنها به این سَم مورچه حساسیت داشته باشند؛ بیشتر قربانیان سوزش و تورم شدیدی را تجربه می‌کنند و به دنبال آن جوش‌های استریل «جوش‌های بسیار متورم و قرمز عفونی» ایجاد می‌شوند که ممکن است برای چند روز باقی بمانند. با این حال، ۰٫۶٪ تا ۶٫۰٪ از افراد ممکن است از آنافیلاکسی «یا «بیش دفاعی» واکنش بیش از حد و خطرناک دستگاه ایمنی بدن به نحوی که ممکن است به بافت‌های سالم خودی آسیب وارد شود که یک واکنش آلرژیک (حساسیتی) جدی و تهدید کننده حیات است؛ که به‌طور ناگهانی آغاز می‌شود و می‌تواند تنها در عرض سه یا چهار روز یا حتی کمتر منجر به مرگ گردد. آنافیلاکسی(آلرژی شدید) معمولاً با علائمی همچون، ضایعات جلدی، خارش، تورم گلو و افت فشار خون همراه است. دلایل معمول آنافیلاکسی شامل نیش حشرات، مواد غذایی و داروهاست. افراد ممکن است بیماری‌شان تا حدی پیشرفت کند، که در صورت عدم درمان می‌تواند بالقوه باشد. علائم شایع شامل سرگیجه، درد قفسه سینه (آنژین صدری)، حالت تهوع، تعریق، فشار خون پایین، تضعیف متوسط تا شدید تنفس و قدرت تکلم است. بیش از ۸۰ مرگ در اثر حملات مورچه‌های آتشین وارداتی قرمز ثبت شده‌است. درمان بستگی به علائم دارد.